# Antonio Lorena Rozas
Antonio Lorena Rozas (Cusco, 13 de junio de 1849 - Cusco, 12 de octubre de 1932) fue un médico e investigador peruano cuyos estudios sobre el bocio endémico y el cretinismo de 1886 marcaron un punto de referencia en la investigación médica peruana. Asimismo, dentro de la antropología médica publicó en 1890 su trabajado sobre trepanaciones craneanas.

## Biografía
Nació el 13 de junio de 1849 en la ciudad del Cusco y vivió durante su infancia en Urubamba. Cursó sus primeros estudios en el Colegio de Ciencias y Artes del Cusco. En 1871 se traslada a Lima, ingresando a la Facultad de Ciencias del Convictorio de San Carlos y luego a la Facultad de Medicina de San Fernando de la Universidad de San Marcos. En 1879 se graduó como Médico Cirujano, para luego ejercer su profesión en el Cusco, en el Hospital de la Almudena y Nuestra Señora de los Remedios, como Médico Titular del Departamento de Mujeres. Su inquietud académica lo llevó a obtener adicionalmente el Doctorado en Ciencias Físicas y Naturales. 
Participó en política actuando como miembro del Concejo Provincial del Cusco y representando como diputado y senador al departamento del Cusco en los congresos de 1886, 1889 y 1892. También fue elegido Senador por el departamento del Cusco entre 1905 y 1910.
En la actividad privada, fundó en 1897, en sociedad con Pablo Mejía, la fábrica de tejidos Maranganí en la localidad de Chectuyoc en la provincia de Canchis. Asimismo, Fue parte, junto con otros personajes cusqueños de fines del siglo XIX como Manuel E. Montesinos, Juan Julio Castillo, Antonio Lorena, Juan A. Falcón, Fernando Pacheco, Eliseo Araujo, Angel Colounge, Ambrosio della Chiesa y Gavino Ugarte del grupo de fundadores del Centro Científico del Cusco, organización de cusqueños que tenía la finalidad de ocuparse de los estudios geográficos y científicos en general y, en particular, del departamento del Cusco para suministrar informes que puedan ser útiles a la administración pública y procurar el mayor conocimiento del territorio peruano. Finalmente, en 1918 formó el Centro Industrial de Labor Nacionalista que buscó romper el aislamiento de la ciudad del Cusco. En 1919 participó en la creación del Primer Museo Arqueológico de la Universidad del Cusco
Falleció en la ciudad del Cusco en 1932. La década siguiente, la Sociedad de Beneficencia del Cusco decidiría ponerle su nombre al recién construido Hospital Mixto del Cusco que sería durante varios años el principal hospital de la ciudad.